# Baszta Kamieniecka

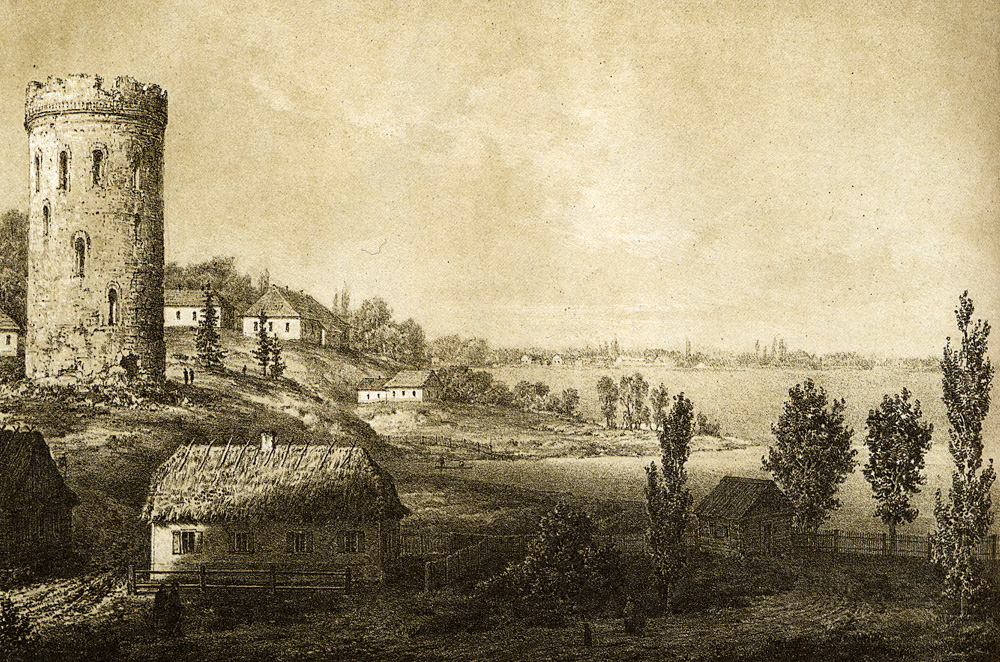
Litografia Napoleona Ordy, 1876

Baszta Kamieniecka (biał. Камянецкая вежа) – wieża zamkowa w Kamieńcu (Białoruś), zwana Białą Wieżą (biał. Белая вежа, Bielaya Vieža). Gotycka wieża stoi nad rzeką Leśną na wzgórzu, na którym istniał niegdyś gród obronny otoczony wałami i drewnianą palisadą. Baszta Kamieniecka jest główną atrakcją turystyczną miasta i jedynym na Białorusi zabytkiem architektury militarnej z XIII wieku.

## Architektura
Wieża zamkowa z końca XIII w. pierwotnie otoczona była palisadą. Do zamku, według lustracji, wjeżdżało się przez bramę krytą darnicami, przez most ponad fosą. Na dziedzińcu wokół wieży, znajdował się drewniany dwór z oficyną i budynkiem kuchni i piekarni. W obrębie drewnianego zamku znajdowała się też stajnia, druga oficyna, budynek gubernatorski i spichlerz. Wszystkie te budynki, poza wieżą, były drewniane.
Wieża jest budowlą wzniesioną z czerwonej cegły na planie koła o średnicy 13,5 m, o grubości ścian 2,5 m i wysokości 30 m. Wieńczy ją masywny krenelaż, a jej ściany przebite są nielicznymi wysokimi i wąskimi strzelnicami. Zachowały się pozostałości nakrywającego wieżę żebrowanego sklepienia, na którym od zewnątrz opierała się niegdyś drewniana galeria służąca do obrony. Wnętrze budowli podzielone było za pomocą drewnianych pomostów na pięć kondygnacji. Poczynając od trzeciej kondygnacji, w górę wiodą ceglane schody wewnątrz murowanej ściany. Wieża ma cechy charakterystyczne dla stylu wczesnogotyckiego. Pełniła funkcje baszty głównej (donżonu) – najbardziej ufortyfikowanej części zamku.

## Historia
Wieża zbudowana została w latach 1276–1288 przez budowniczego Aleksego, z rozkazu księcia wołyńskiego Włodzimierza Iwana.
Gród, należący początkowo do księstwa wołyńskiego, około 1319 roku został opanowany przez Litwinów. Oparł się krzyżackim napadom w latach 1373, 1375 i 1379, które spustoszyły ziemię brzeską. W 1382 roku został zajęty przez wojska księcia mazowieckiego Janusza I Starszego, który otrzymał go w wianie od żony Danuty Anny (córki Kiejstuta), lecz już rok później zajął go litewski książę Władysław Jagiełło, po czym wkrótce przekazał Witoldowi Kiejstutowiczowi. W 1390 roku Jagiełło ponownie skutecznie obległ Kamieniec opanowany przez skłóconego z nim Witolda i po jego opanowaniu przekazał go polskiemu rycerzowi Zyndramowi z Maszkowic.
W 1500 roku bezskutecznie atakowała go konnica tatarskiego chana Mengli Gireja. Gródek częściowo został zniszczony podczas wojny polsko-moskiewskiej w latach 1654–1667. Odbudowano go jednak później, bo istniał jeszcze w 1771 roku, a jego resztki przetrwały do początku XIX wieku. Podczas prac restauracyjnych w 1903 roku wokół wieży usypano okrągły wał umocniony kamieniami.
W wieży znajduje się obecnie założone w 1960 roku muzeum krajoznawcze.

## Legenda
Według legendy, to właśnie od tej wieży przyjęła swą nazwę Puszcza Białowieska, sięgająca niegdyś pod Kamieniec i podlegająca jurysdykcji tutejszych namiestników książęcych. Jednak bardziej prawdopodobne jest, że nazwa puszczy pochodzi od dworu myśliwskiego królów polskich Białowieża.